# Robert Casadesus
Robert Casadesus (født 7. april 1899, død 19. september 1972, Paris, Frankrig) var en fransk pianist og komponist.
Casadesus var nok mest kendt som pianist, men komponerede syv symfonier, orkesterværker, tre klaverkoncerter, violinkoncert, cellokoncert, kammermusik, vokalmusik, klaverstykker etc.
Casadesus studerede klaver og komposition på Musikkonservatoriet i Paris, hvor han levede hele sit liv. Han komponerede i klassisk/romantisk stil.

## Udvalgte værker
- Symfoni nr. 1 (1934) - for orkester
- Symfoni nr. 2 (1941) - for orkester
- Symfoni nr. 3 (1947) - for orkester
- Symfoni nr. 4 (1954) - for orkester
- Symfoni nr. 5 "Om navnet på Haydn" (1959) - for orkester
- Symfoni nr. 6 (1965) - for orkester
- Symfoni nr. 7 "Israel" (1967-1970) - for kor og orkester
- 3 Klaverkoncerter (1926, 1944, 1961) - for klaver og orkester
- Violinkoncert (1931) - for violin og orkester
- Cellokoncert (1947) - for cello og orkester